# Monastère de l'Annonciation d'Ovčar Banja
Pour les articles homonymes, voir Monastère de l'Annonciation.
Le monastère de l'Annonciation d'Ovčar Banja (en serbe cyrillique : Манастир Благовештење под Кабларом ; en serbe latin : Manastir Blagoveštenje pod Kablarom) est un monastère orthodoxe serbe situé à Ovčar Banja, sur le territoire de la ville de Čačak et dans le district de Moravica, en Serbie. Il est inscrit sur la liste des monuments culturels de grande importance de la république de Serbie (identifiant no SK 372),,,.
Le monastère et son église sont dédiés à l'Annonciation de la Mère de Dieu. Le monastère figure parmi les dix monastères de la gorge d'Ovčar-Kablar, qui, pour cette raison, est surnommée le « mont Athos serbe ». Il abrite une communauté de religieux.

## Localisation

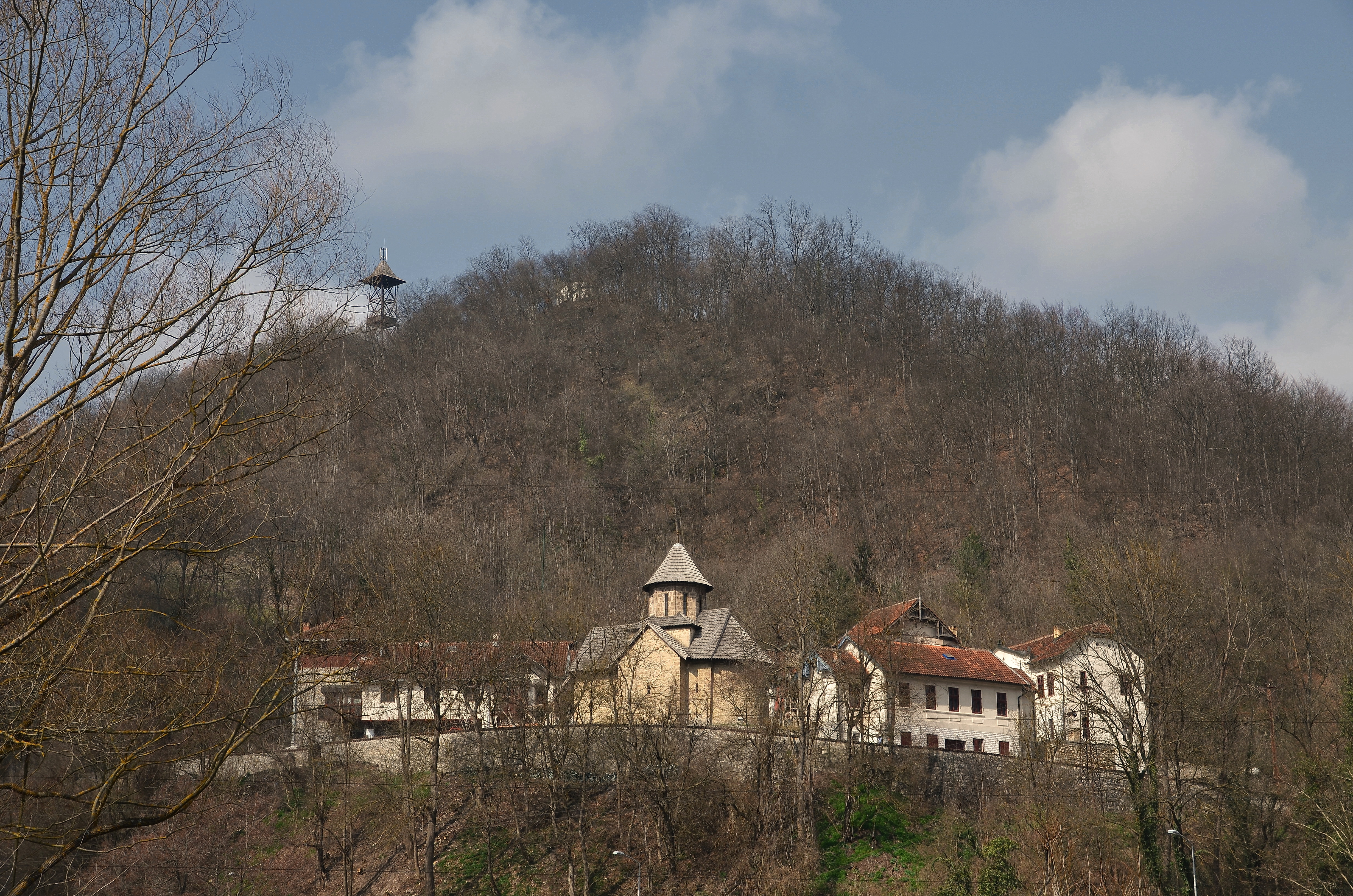
Vue générale du monastère et de son environnement naturel.

Le monastère de l'Annonciation est situé au pied du mont Kablar, à 2 km de la station thermale d'Ovčar Banja et sur la rive gauche de la Zapadna Morava.

## Architecture
L'église du monastère a été construite en 1601 et 1602 comme l'indique une inscription située au-dessus du portail d'entrée, à l'emplacement d'un autre édifice remontant au XIIIe siècle. Par son style architectural, elle rappelle les églises de l'école rascienne.
De plan cruciforme, elle est constituée d'une nef unique prolongée par un transept saillant et par une abside demi-circulaire ; elle est précédée par un narthex. Un porche en bois a été ajouté plus tard à la façade occidentale. Au-dessus de la croisée du transept se trouve une coupole qui forme un dôme octogonal à l'extérieur. Les murs de l'église sont construits en blocs de calcaire taillés et en grès.

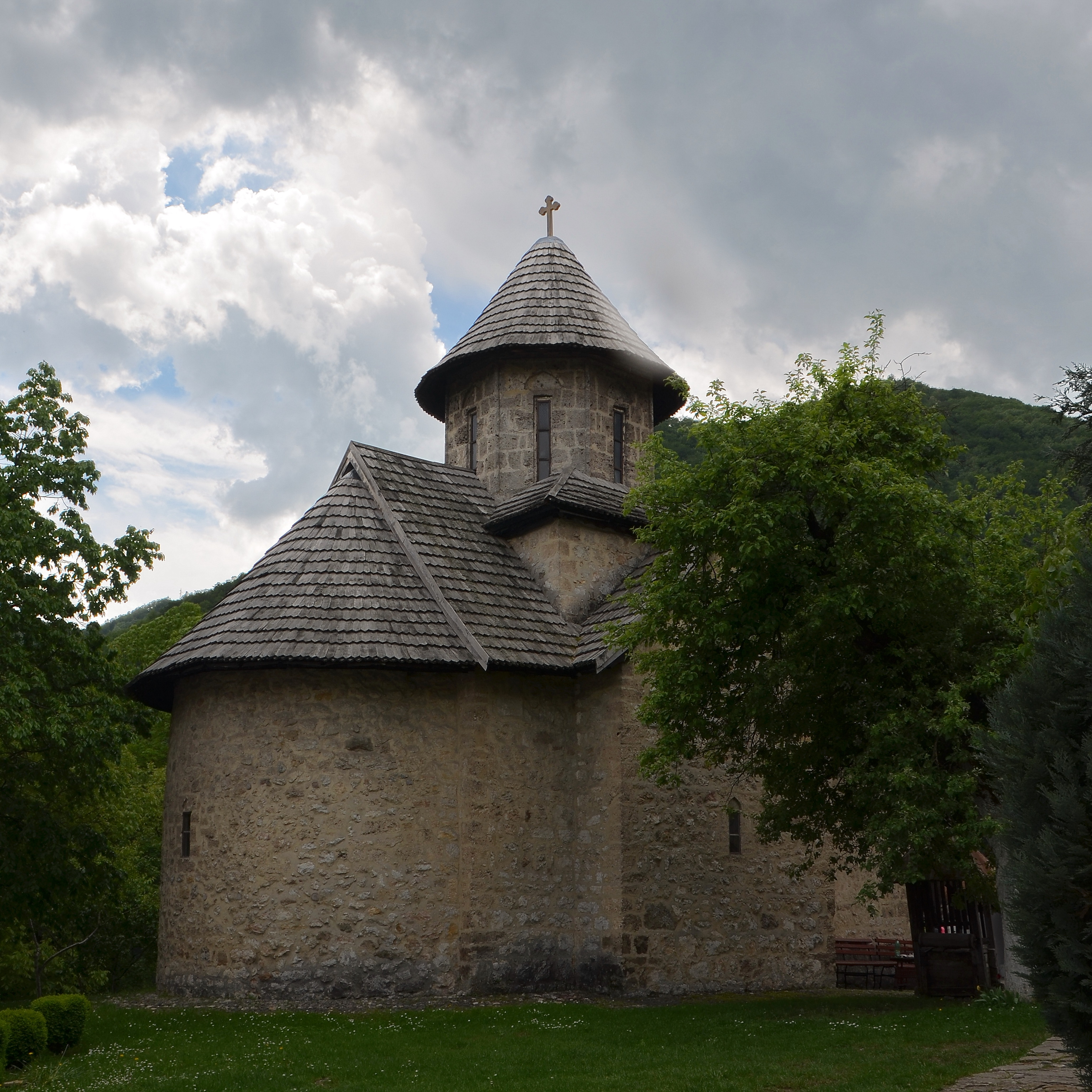
Autre vue de l'église.
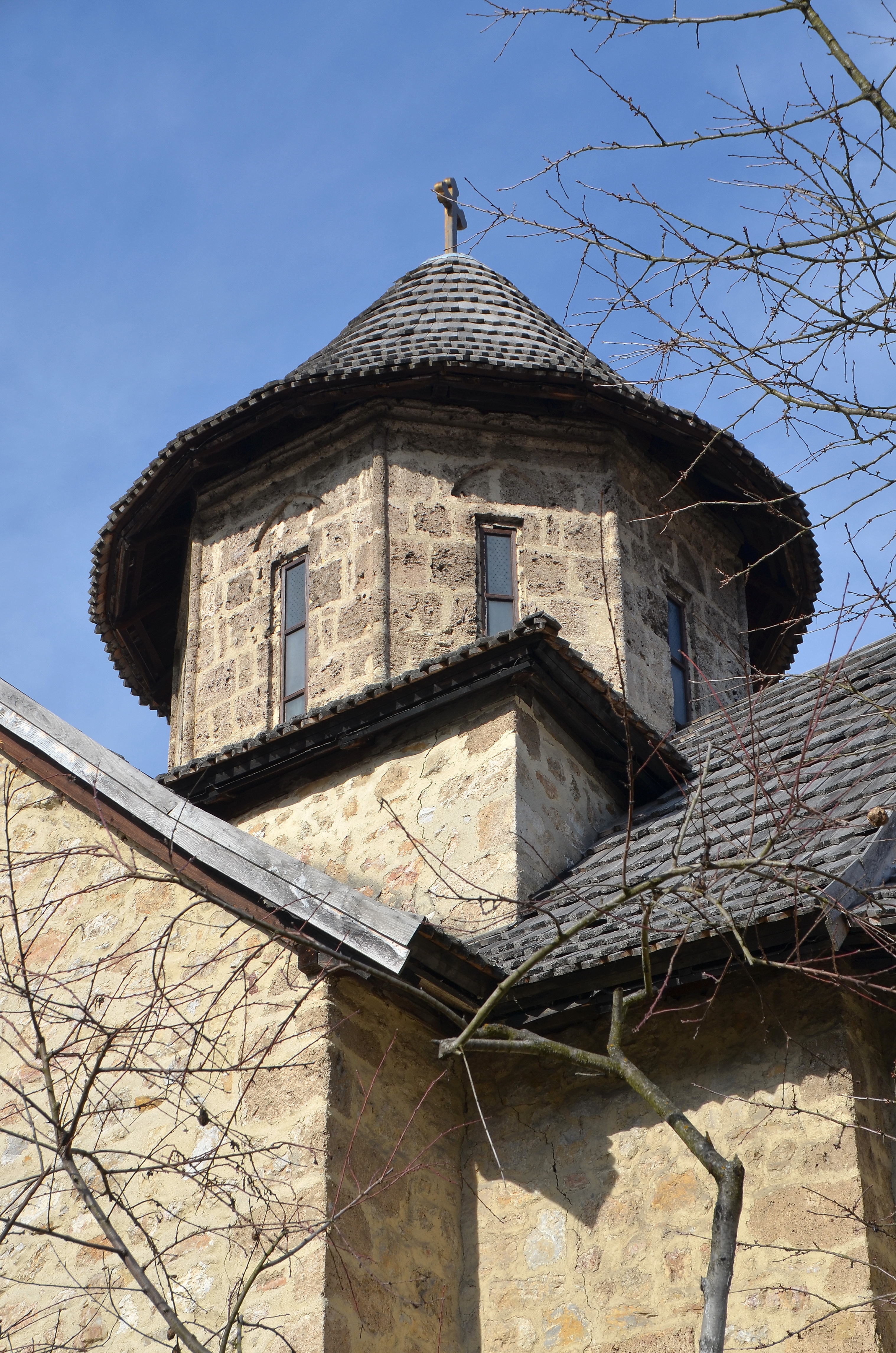
Détail du dôme.
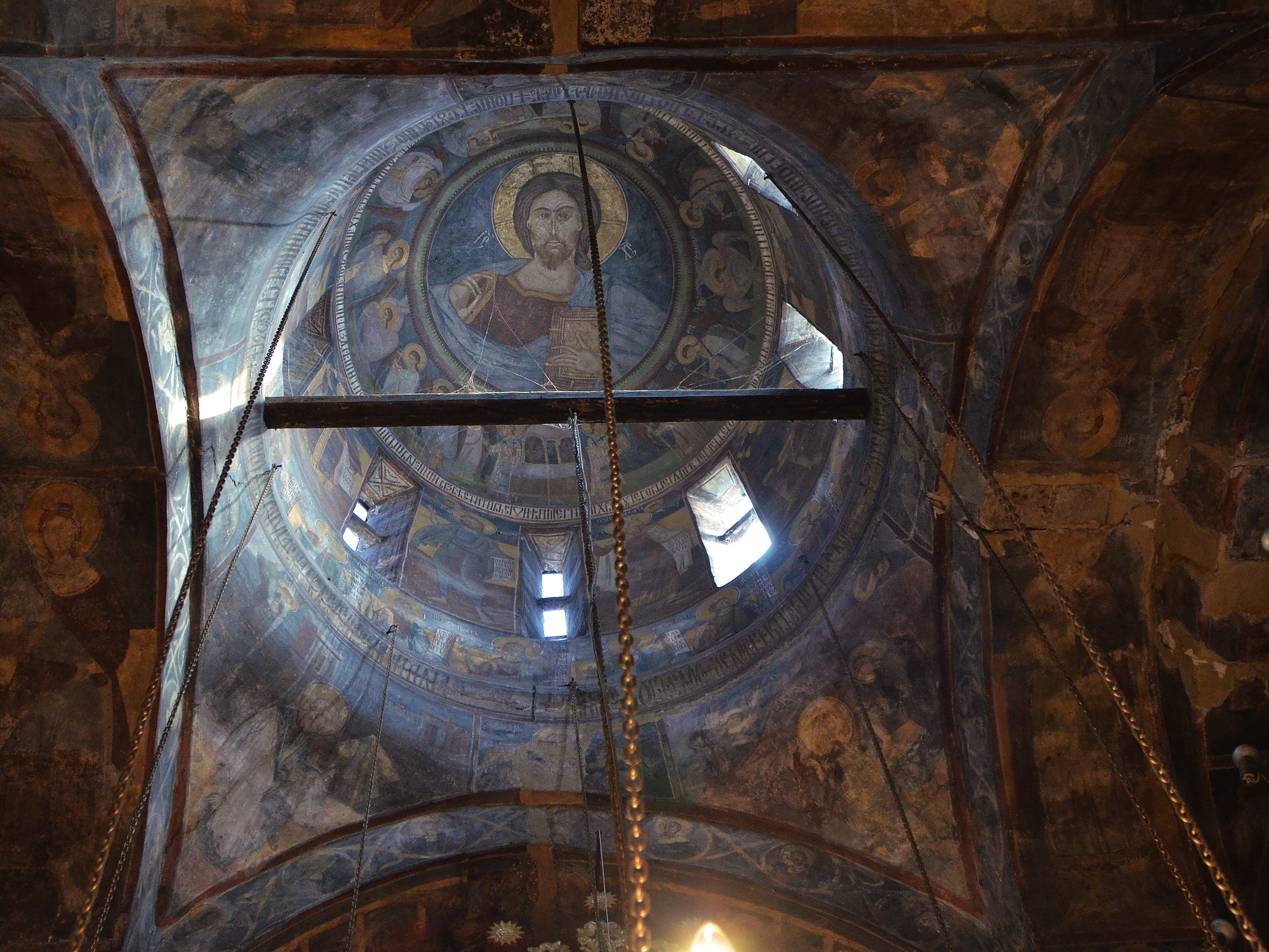
La coupole de l'église.
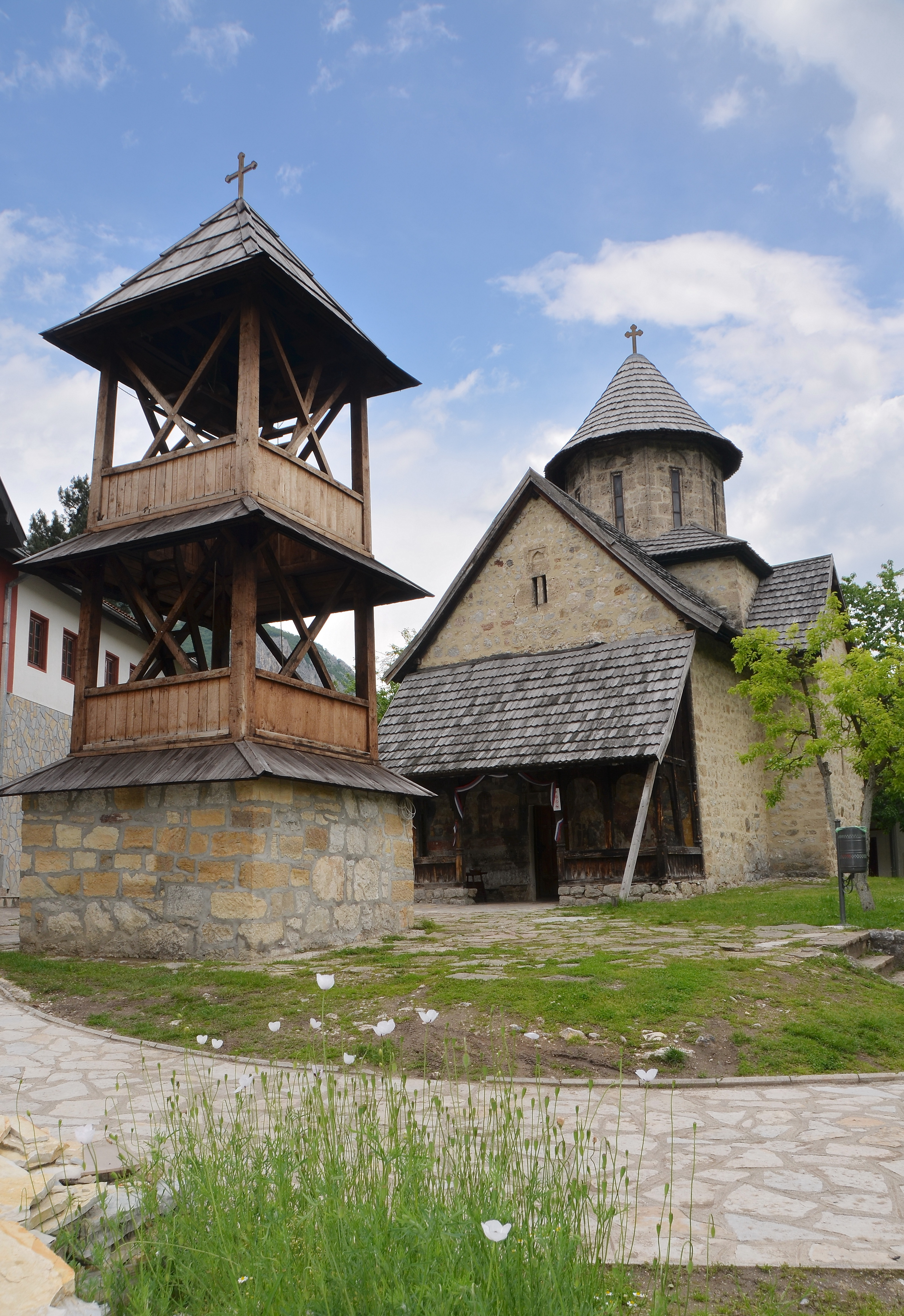
Le porche et le chocher.

À l'intérieur, l'église a été ornée de fresques entre 1602 et 1632 ; ces fresques sont considérées comme l'une des meilleures réalisations de la peinture murale du début XVIIe siècle en Serbie. Son iconostase, qui date également du début du XVIIe siècle, abrite une icône représentant une Mère de Dieu avec le Christ datant de 1602 et créée par le peintre Mitrofan.
D'importants travaux de préservation et de restauration de l'église et des fresques ont été réalisés entre 1966 et 1976 ; d'autres travaux, de moindre envergure, ont été effectués sur les bâtiments du parvis dans les années 1990 ; l'iconostase a été restaurée puis replacée dans l'église en 1994. En 2005, un auvent a été ajouté, notamment pour abriter le porche en bois.

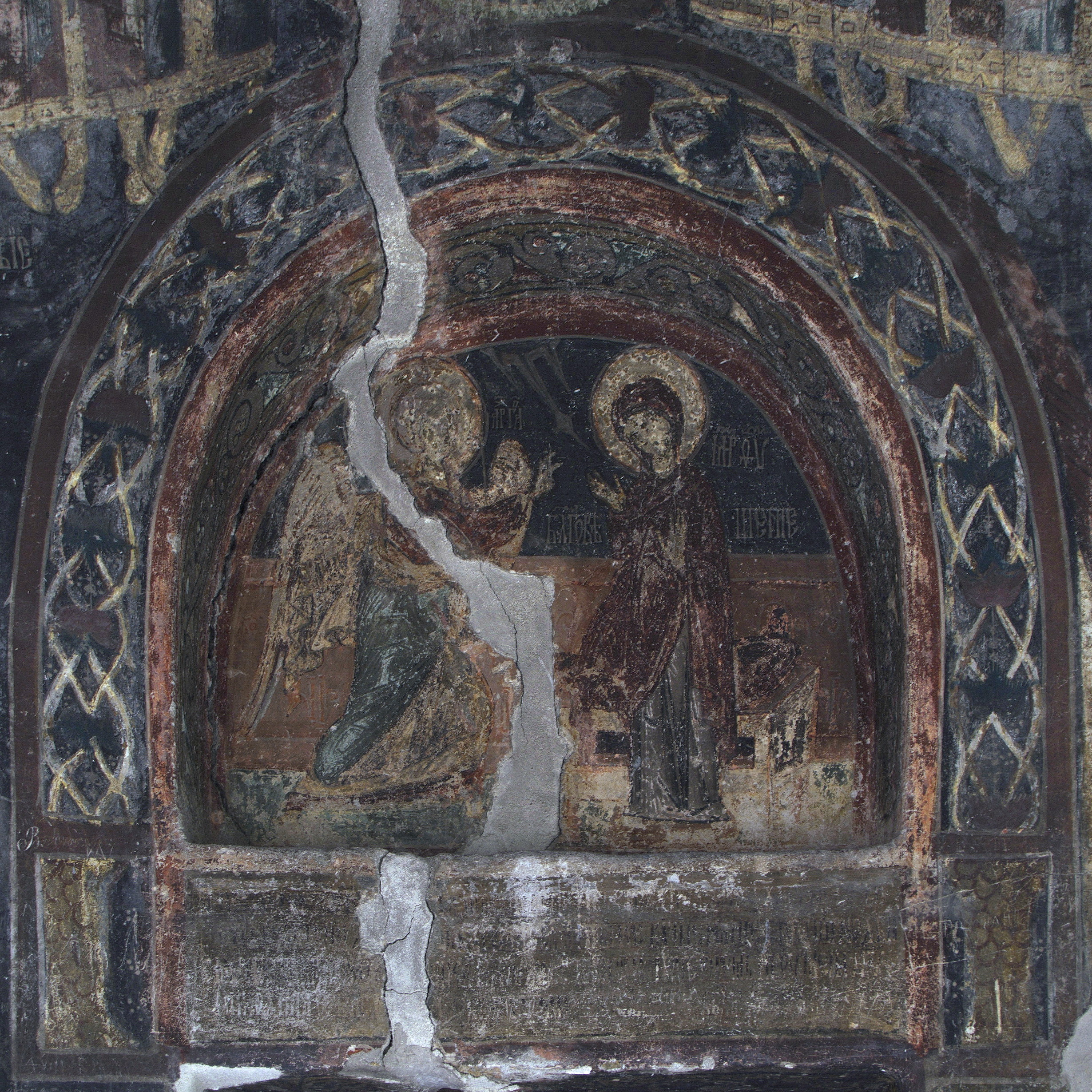
Fresque de l'Annonciation.
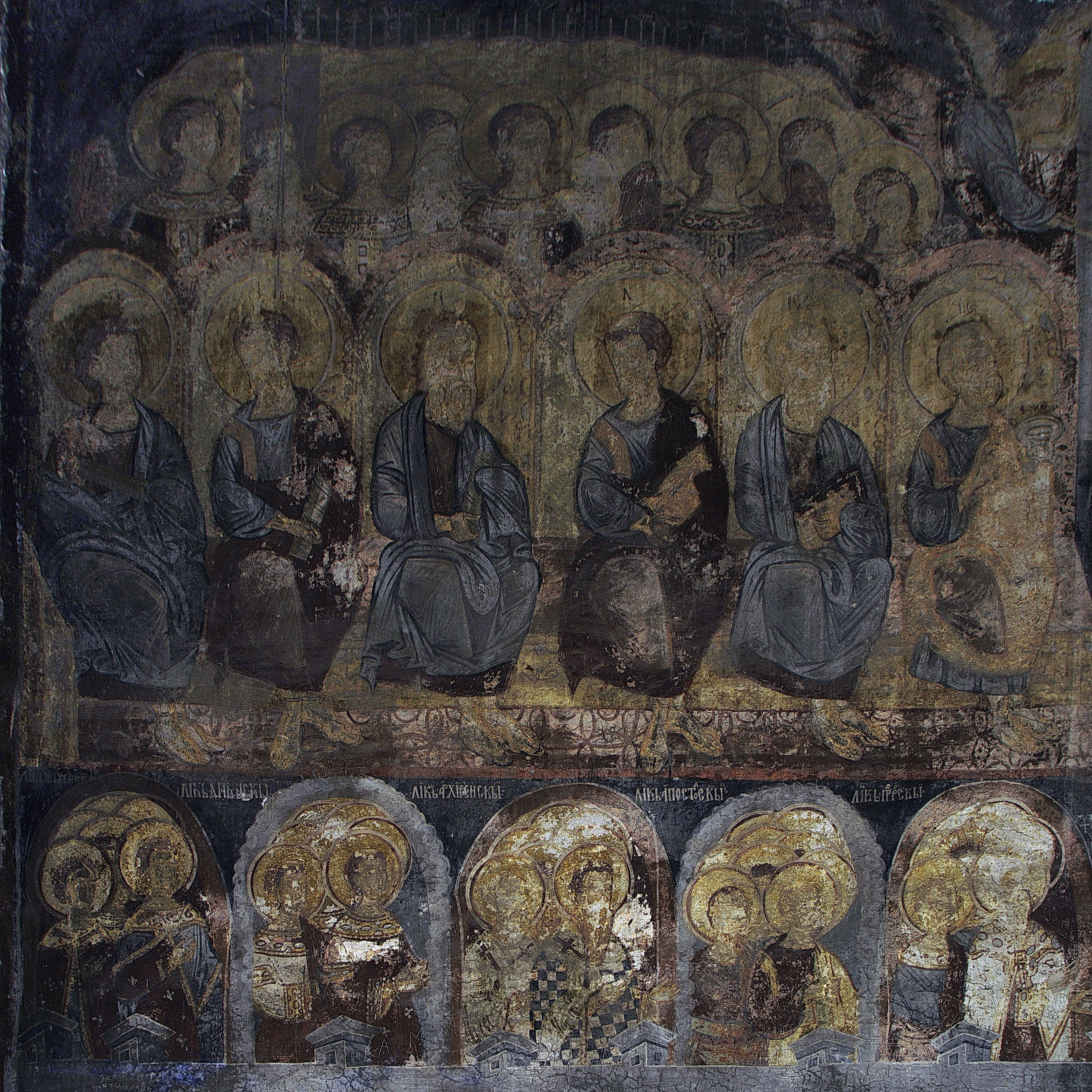
Fresque sur la façade occidentale.
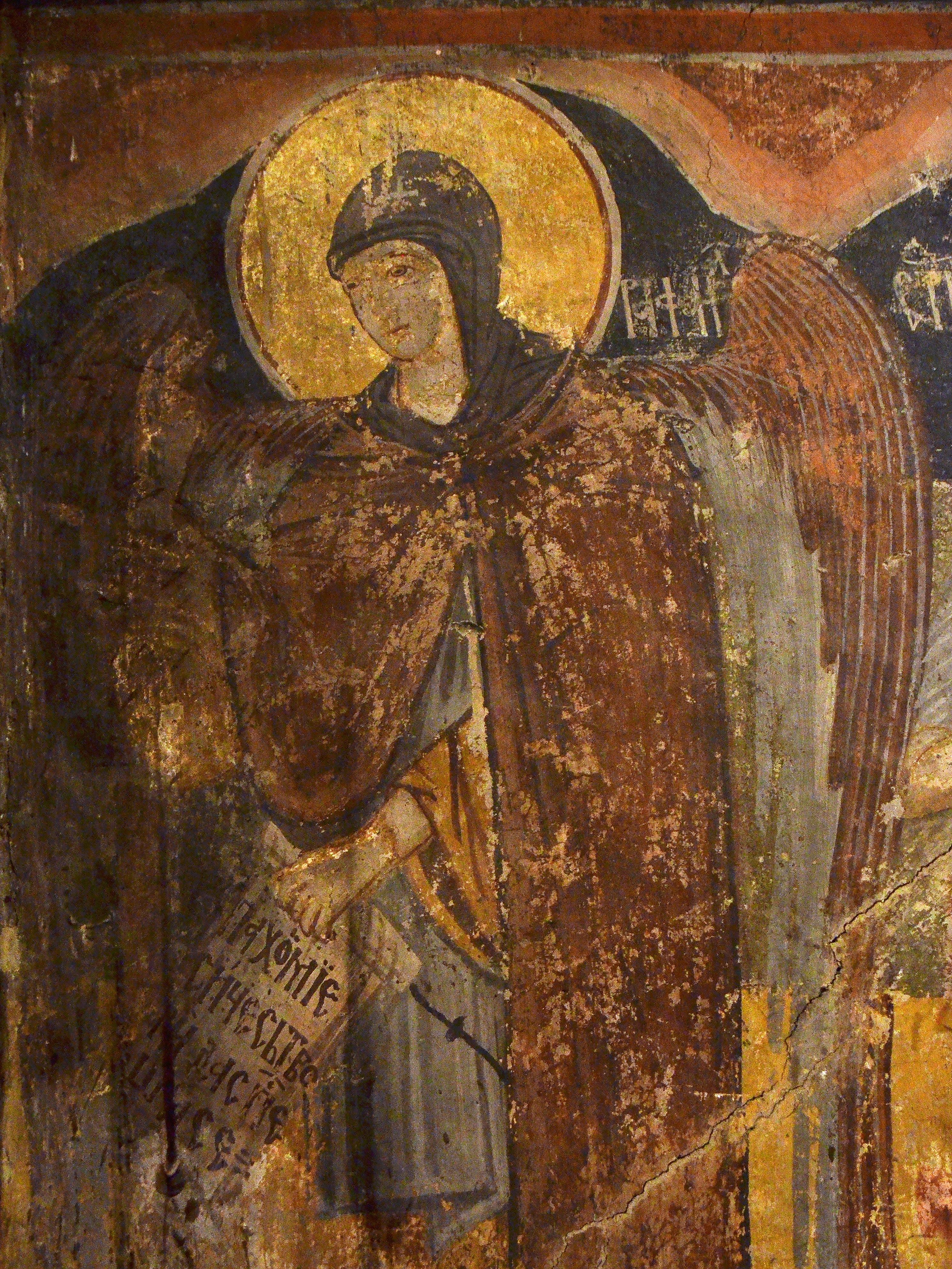
Détail d'une fresque.
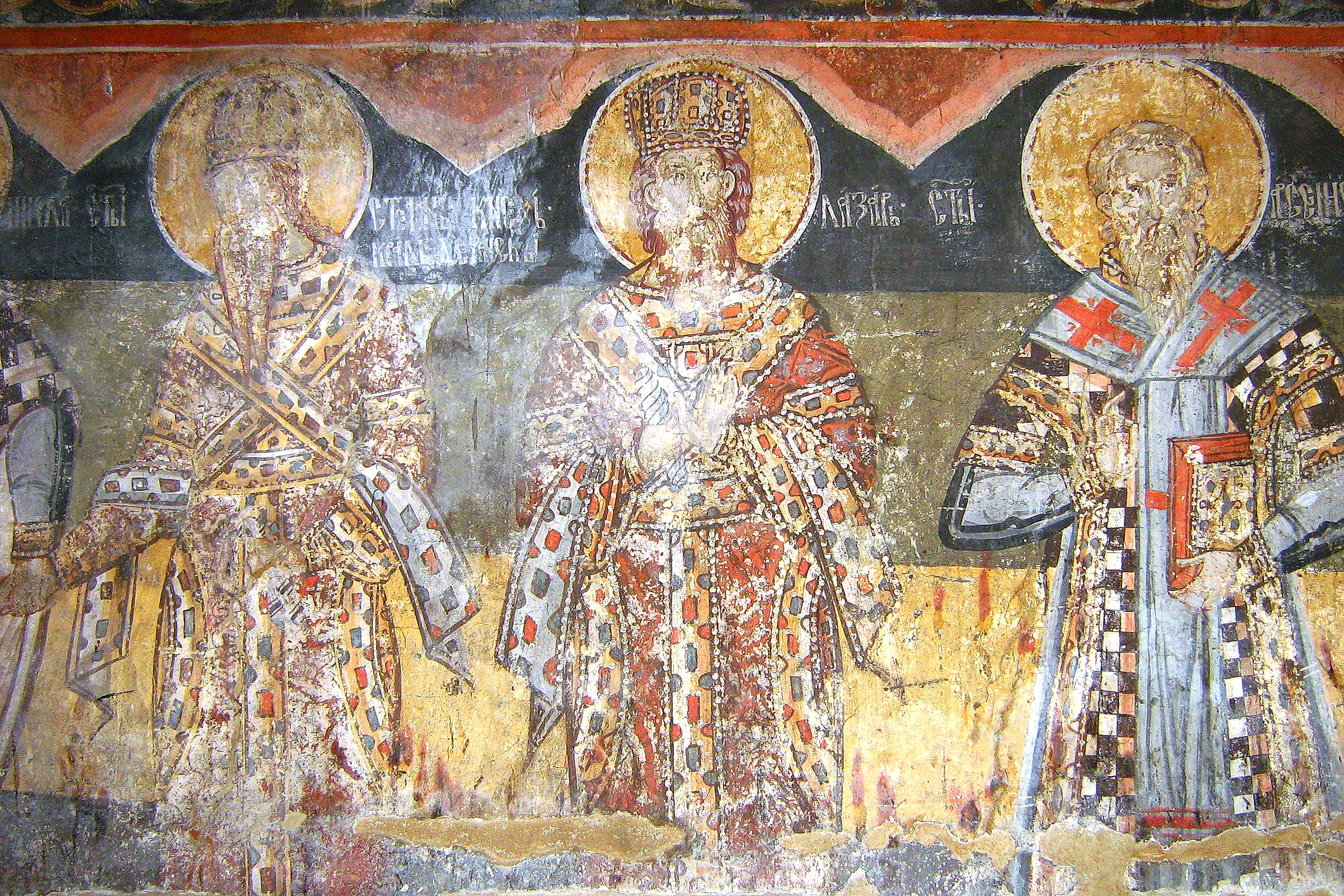
Autre fresque.
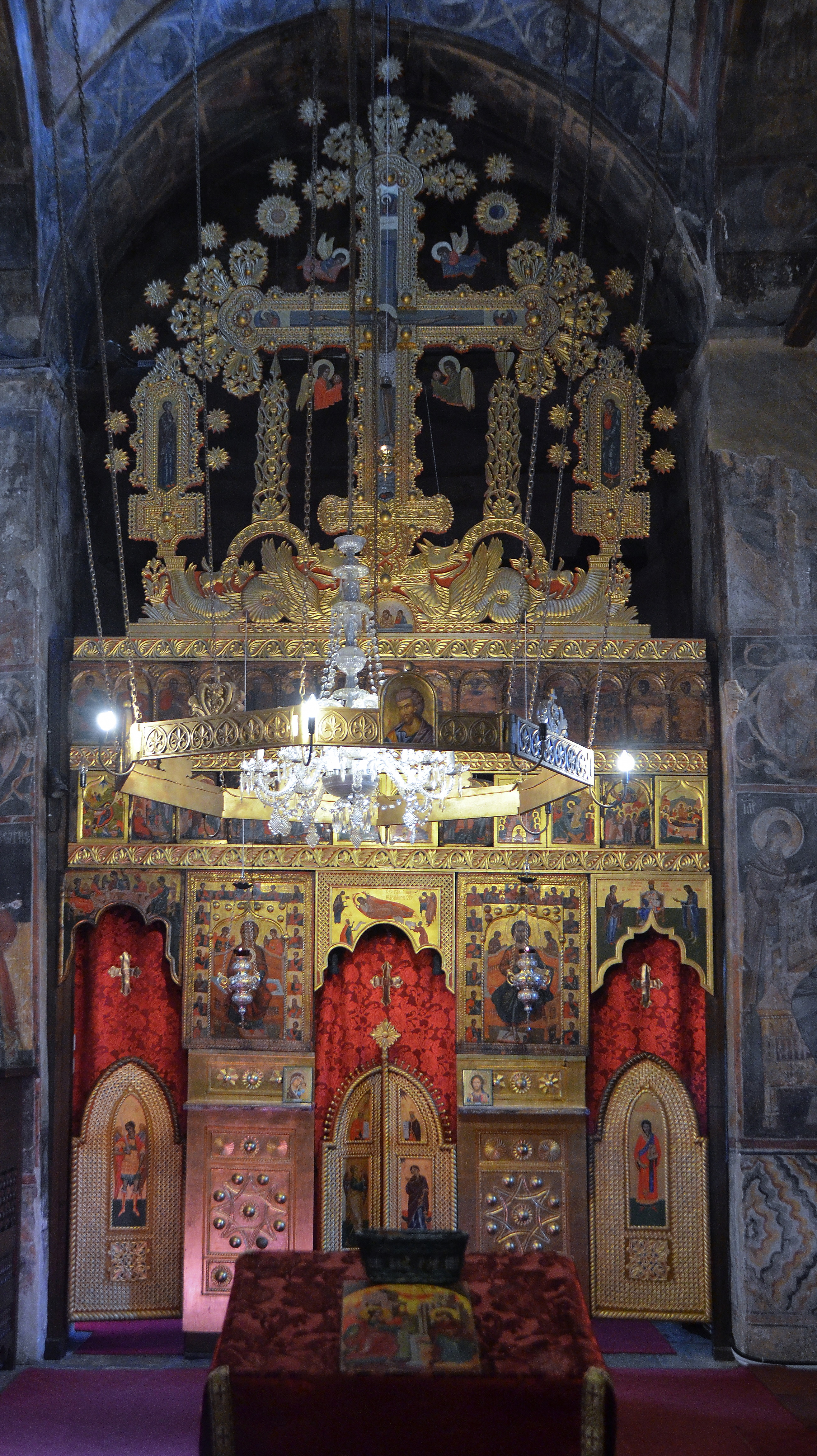
L'iconostase de l'église.

Les konaks (résidences monastiques) ont été construits en 1930 et 1932.

## Manuscrits
Le monastère est également connu pour son école de copistes. L'Évangile de l'Annonciation (en serbe : Blagoveštenjsko jevanđelje) date de 1372 ; le monastère conserve aussi un exemplaire des Quatre Évangiles (en serbe : Četvorojevanđelje) traduits en serbe et réalisés en 1552 par l'imprimerie de Trajan Gundulić à Belgrade.